# Jon Courtenay Grimwood
Jon Courtenay Grimwood – brytyjski pisarz science fiction.
Urodził się w Valletcie na Malcie, dorastał w Wielkiej Brytanii, południowo-wschodniej Azji i Norwegii w latach 60. i 70. Studiował w Kingston College, potem pracował jako niezależny dziennikarz m.in. dla The Guardian. Mieszka w Londynie i Winchester. Żonaty z dziennikarką i powieściopisarką Sam Baker.
Jego wczesną twórczość można określić jako post-cyberpunkową. Otrzymał nagrodę British Science Fiction Association za powieść Fellahowie w 2003 i rok wcześniej był nominowany do nagrody Arthura C. Clarka za Pasza-zade.

### Arabeski
- Pasza-zade (Pashazade, 2001) — Solaris 2004
- Efendi (Effendi, 2002) — Solaris 2005
- Fellahowie (Felaheen, 2003) — Solaris 2005

### pozostałe powieści
- neoAddix (1997)
- Lucifer's Dragon (1998)
- reMix (1999)
- redRobe (2000)
- Stamping Butterflies (2004)
- 9Tail Fox (2005)
- End of the World Blues (2006)